# Hell.o
Hell.o è un singolo della cantante ceca Lenny, pubblicato il 16 giugno 2016 come terzo estratto dal primo album in studio Hearts. In Italia è entrato in rotazione radiofonica tra dicembre 2016 e gennaio 2017.

## Tracce
Download digitale
1. Hell.o – 2:50 (Lenka Filipová, Ondřej Fiedler)

## Classifiche
| Classifica (2017) | Posizione massima |
| ----------------- | ----------------- |
| Italia            | 83                |